# Liste des matchs de l'équipe des Maldives de football par adversaire
Cette liste présente les matchs de l'équipe des Maldives de football par adversaire rencontré.
- Haut – A
- B
- C
- D
- E
- F
- G
- H
- I
- J
- K
- L
- M
- N
- O
- P
- Q
- R
- S
- T
- U
- V
- W
- X
- Y
- Z

## A

### Afghanistan

#### Confrontations
Confrontations entre les Maldives et l'Afghanistan :
|   | Date             | Lieu               | Match                  | Score           | Compétition                                     |
| - | ---------------- | ------------------ | ---------------------- | --------------- | ----------------------------------------------- |
| 1 | 7 décembre 2005  | Karachi            | Maldives - Afghanistan | 9-1             | Coupe d'Asie du Sud 2005 (gr. A)                |
| 2 | 7 décembre 2009  | Dacca              | Maldives - Afghanistan | 3-1             | Coupe d'Asie du Sud 2009 (gr. A)                |
| 3 | 6 septembre 2013 | Katmandou          | Afghanistan - Maldives | 0-0             | Championnat d'Asie du Sud 2013 (gr. B)          |
| 4 | 29 mai 2014      | Malé               | Maldives - Afghanistan | 1-1 (tab : 8-7) | AFC Challenge Cup 2014 (match pour la 3e place) |
| 5 | 28 décembre 2015 | Thiruvananthapuram | Afghanistan - Maldives | 4-1             | Championnat d'Asie du Sud 2015 (gr. B)          |
| 6 | 6 juin 2017      | Dubaï              | Afghanistan - Maldives | 2-1             | Match amical                                    |

#### Bilan
Au 6 avril 2019 :
- Total de matchs disputés : 6
- Victoires des Maldives : 2
- Matchs nuls : 2
- Victoires de l'Afghanistan : 2
- Total de buts marqués par les Maldives : 15
- Total de buts marqués par l'Afghanistan : 9

## B

### Bahreïn

#### Confrontations
Confrontations entre les Maldives et Bahreïn :
|   | Date          | Lieu    | Match              | Score | Compétition                                                  |
| - | ------------- | ------- | ------------------ | ----- | ------------------------------------------------------------ |
| 1 | 2 avril 2000  | Damas   | Bahreïn - Maldives | 4-1   | Tour préliminaire à la Coupe d'Asie des nations 2000 (gr. 2) |
| 2 | 11 avril 2000 | Téhéran | Bahreïn - Maldives | 1-0   | Tour préliminaire à la Coupe d'Asie des nations 2000 (gr. 2) |

#### Bilan
Au 6 avril 2019 :
- Total de matchs disputés : 2
- Victoires des Maldives : 0
- Matchs nuls : 0
- Victoires de Bahreïn : 2
- Total de buts marqués par les Maldives : 1
- Total de buts marqués par Bahreïn : 5

### Bangladesh

#### Confrontations
Confrontations entre les Maldives et le Bangladesh :
|    | Date               | Lieu               | Match                 | Score           | Compétition                            |
| -- | ------------------ | ------------------ | --------------------- | --------------- | -------------------------------------- |
| 1  | 19 septembre 1984  | Katmandou          | Bangladesh - Maldives | 5-0             | Jeux sud-asiatiques de 1984            |
| 2  | 23 décembre 1985   | Dacca              | Bangladesh - Maldives | 8-0             | Jeux sud-asiatiques de 1985 (gr. A)    |
| 3  | 20 décembre 1993   | Dacca              | Bangladesh - Maldives | 0-0             | Jeux sud-asiatiques de 1993 (gr. A)    |
| 4  | 21 décembre 1995   | Madras             | Bangladesh - Maldives | 0-0             | Jeux sud-asiatiques de 1995 (gr. B)    |
| 5  | 5 septembre 1997   | Katmandou          | Maldives - Bangladesh | 1-1             | Coupe d'Asie du Sud 1997 (gr. B)       |
| 6  | 27 septembre 1999  | Katmandou          | Bangladesh - Maldives | 1-2             | Jeux sud-asiatiques de 1999 (gr. A)    |
| 7  | 4 mai 2000         | Malé               | Maldives - Bangladesh | 1-1             | Match amical                           |
| 8  | 13 janvier 2003    | Dacca              | Bangladesh - Maldives | 1-0             | Coupe d'Asie du Sud 2003 (gr. B)       |
| 9  | 20 janvier 2003    | Dacca              | Bangladesh - Maldives | 1-1 (tab : 5-3) | Coupe d'Asie du Sud 2003 (finale)      |
| 10 | 6 décembre 2011    | Delhi              | Maldives - Bangladesh | 3-1             | Championnat d'Asie du Sud 2011 (gr. B) |
| 11 | 26 décembre 2015   | Thiruvananthapuram | Bangladesh - Maldives | 1-3             | Championnat d'Asie du Sud 2015 (gr. B) |
| 12 | 1er septembre 2016 | Malé               | Maldives - Bangladesh | 5-0             | Match amical                           |

#### Bilan
Au 6 avril 2019 :
- Total de matchs disputés : 12
- Victoires des Maldives : 4
- Matchs nuls : 5
- Victoires du Bangladesh : 3
- Total de buts marqués par les Maldives : 16
- Total de buts marqués par le Bangladesh : 20

### Bhoutan

#### Confrontations
Confrontations entre les Maldives et le Bhoutan :
|   | Date              | Lieu               | Match              | Score | Compétition                                       |
| - | ----------------- | ------------------ | ------------------ | ----- | ------------------------------------------------- |
| 1 | 21 septembre 1984 | Katmandou          | Maldives - Bhoutan | 1-0   | Jeux sud-asiatiques de 1984                       |
| 2 | 11 janvier 2003   | Dacca              | Maldives - Bhoutan | 6-0   | Coupe d'Asie du Sud 2003 (gr. B)                  |
| 3 | 18 avril 2009     | Malé               | Maldives - Bhoutan | 5-0   | AFC Challenge Cup 2010 (gr. B)                    |
| 4 | 4 septembre 2013  | Katmandou          | Bhoutan - Maldives | 2-8   | Championnat d'Asie du Sud 2013 (gr. B)            |
| 5 | 24 décembre 2015  | Thiruvananthapuram | Maldives - Bhoutan | 3-1   | Championnat d'Asie du Sud 2015 (gr. B)            |
| 6 | 8 octobre 2015    | Thimphou           | Bhoutan - Maldives | 3-4   | Éliminatoires de la Coupe d'Asie des nations 2019 |
| 7 | 29 mars 2016      | Malé               | Maldives - Bhoutan | 4-2   | Éliminatoires de la Coupe d'Asie des nations 2019 |
| 8 | 16 juin 2017      | Thimphou           | Bhoutan - Maldives | 0-2   | Éliminatoires de la Coupe d'Asie des nations 2019 |
| 9 | 27 mars 2018      | Malé               | Maldives - Bhoutan | 7-0   | Éliminatoires de la Coupe d'Asie des nations 2019 |

#### Bilan
Au 31 mars 2019 :
- Total de matchs disputés : 9
- Victoires des Maldives : 9
- Matchs nuls : 0
- Victoires du Bhoutan : 0
- Total de buts marqués par les Maldives : 40
- Total de buts marqués par le Bhoutan : 8

### Birmanie

#### Confrontations
Confrontations entre les Maldives et la Birmanie :
|   | Date             | Lieu      | Match               | Score | Compétition                                                  |
| - | ---------------- | --------- | ------------------- | ----- | ------------------------------------------------------------ |
| 1 | 1er juillet 1996 | Bangkok   | Birmanie - Maldives | 3-1   | Tour préliminaire à la Coupe d'Asie des nations 1996 (gr. 3) |
| 2 | 9 juillet 1996   | Singapour | Birmanie - Maldives | 4-1   | Tour préliminaire à la Coupe d'Asie des nations 1996 (gr. 3) |
| 3 | 25 mars 2003     | Malé      | Maldives - Birmanie | 0-2   | Tour préliminaire à la Coupe d'Asie des nations 2004 (gr. A) |
| 4 | 19 mai 2014      | Malé      | Maldives - Birmanie | 2-3   | AFC Challenge Cup 2014 (gr. A)                               |

#### Bilan
Au 6 avril 2019 :
- Total de matchs disputés : 4
- Victoires des Maldives : 0
- Matchs nuls : 0
- Victoires de la Birmanie : 4
- Total de buts marqués par les Maldives : 4
- Total de buts marqués par la Birmanie : 12

### Brunei

#### Confrontations
Confrontations entre Brunei et les Maldives :
|   | Date         | Lieu | Match             | Score | Compétition                                                  |
| - | ------------ | ---- | ----------------- | ----- | ------------------------------------------------------------ |
| 1 | 21 mars 2003 | Malé | Maldives - Brunei | 1-1   | Tour préliminaire à la Coupe d'Asie des nations 2004 (gr. A) |

#### Bilan
Au 1er avril 2019 :
- Total de matchs disputés : 1
- Victoires de Brunei : 0
- Matchs nuls : 1
- Victoires des Maldives : 0
- Total de buts marqués par Brunei : 1
- Total de buts marqués par les Maldives : 1

## C

### Cambodge

#### Confrontations
Confrontations entre les Maldives et le Cambodge :
|   | Date           | Lieu       | Match               | Score | Compétition                                                      |
| - | -------------- | ---------- | ------------------- | ----- | ---------------------------------------------------------------- |
| 1 | 1er avril 2001 | Malé       | Maldives - Cambodge | 6-0   | Tour préliminaire à la Coupe du monde 2002 (zone Asie, 1er tour) |
| 2 | 15 avril 2001  | Phnom Penh | Cambodge - Maldives | 1-1   | Tour préliminaire à la Coupe du monde 2002 (zone Asie, 1er tour) |
| 3 | 21 mars 2011   | Malé       | Maldives - Cambodge | 4-0   | AFC Challenge Cup 2012 (qualification - gr. C)                   |

#### Bilan
Au 6 avril 2019 :
- Total de matchs disputés : 3
- Victoires des Maldives : 2
- Matchs nuls : 1
- Victoires du Cambodge : 0
- Total de buts marqués par les Maldives : 11
- Total de buts marqués par le Cambodge : 1

### Chine

#### Confrontations
Confrontations entre les Maldives et la Chine :
|   | Date              | Lieu  | Match            | Score | Compétition                                                         |
| - | ----------------- | ----- | ---------------- | ----- | ------------------------------------------------------------------- |
| 1 | 22 avril 2001     | Xi'an | Chine - Maldives | 10-1  | Tour préliminaire à la Coupe du monde 2002 (zone Asie, 1er tour)    |
| 2 | 28 avril 2001     | Malé  | Maldives - Chine | 0-1   | Tour préliminaire à la Coupe du monde 2002 (zone Asie, 1er tour)    |
| 3 | 8 septembre 2015  | Malé  | Maldives - Chine | 0-3   | Éliminatoires de la Coupe d'Asie des nations 2019 (1er tour)        |
| 4 | 24 mars 2016      | Wuhan | Chine - Maldives | 4-0   | Éliminatoires de la Coupe d'Asie des nations 2019 (1er tour)        |
| 5 | 10 septembre 2019 | Malé  | Maldives - Chine | 0-5   | Éliminatoires de la Coupe d'Asie des nations 2023 (2e tour - gr. A) |
|   | 26 mars 2020      |       | Chine - Maldives |       | Éliminatoires de la Coupe d'Asie des nations 2023 (2e tour - gr. A) |

#### Bilan
Au 22 novembre 2019 :
- Total de matchs disputés : 5
- Victoires des Maldives : 0
- Matchs nuls : 0
- Victoires de la Chine : 5
- Total de buts marqués par les Maldives : 1
- Total de buts marqués par la Chine : 23

### Comores

#### Confrontations
Confrontations entre les Maldives et les Comores :
|   | Date            | Lieu         | Match              | Score | Compétition                                                   |
| - | --------------- | ------------ | ------------------ | ----- | ------------------------------------------------------------- |
| 1 | 29 août 1979    | Saint-Pierre | Comores - Maldives | 2-1   | Jeux des îles de l'océan Indien 1979 (match pour la 5e place) |
| 2 | 29 août 1985    | Port-Louis   | Comores - Maldives | 2-2   | Jeux des îles de l'océan Indien 1985 (gr. B)                  |
| 3 | 6 août 2011     | Victoria     | Comores - Maldives | 2-2   | Jeux des îles de l'océan Indien 2011 (gr. A)                  |
| 4 | 20 juillet 2019 | Curepipe     | Maldives - Comores | 0-3   | Jeux des îles de l'océan Indien 2019 (gr. B)                  |

#### Bilan
Au 22 novembre 2019 :
- Total de matchs disputés : 4
- Victoires des Maldives : 0
- Matchs nuls : 2
- Victoires des Comores : 2
- Total de buts marqués par les Maldives : 5
- Total de buts marqués par les Comores : 9

### Corée du Sud

#### Confrontations
Confrontations entre les Maldives et la Corée du Sud :
|   | Date              | Lieu  | Match                   | Score | Compétition                                                         |
| - | ----------------- | ----- | ----------------------- | ----- | ------------------------------------------------------------------- |
| 1 | 27 septembre 2002 | Pusan | Corée du Sud - Maldives | 4-0   | Jeux asiatiques de 2002 (gr. A)                                     |
| 2 | 31 mars 2004      | Malé  | Maldives - Corée du Sud | 0-0   | Phase qualificative de la Coupe du monde 2006 (zone Asie, 1er tour) |
| 3 | 17 novembre 2004  | Séoul | Corée du Sud - Maldives | 2-0   | Phase qualificative de la Coupe du monde 2006 (zone Asie, 1er tour) |

#### Bilan
Au 6 avril 2019 :
- Total de matchs disputés : 3
- Victoires des Maldives : 0
- Matchs nuls : 1
- Victoires de la Corée du Sud : 2
- Total de buts marqués par les Maldives : 0
- Total de buts marqués par la Corée du Sud : 6

## G

### Guam

#### Confrontations
Confrontations entre les Maldives et Guam :
|   | Date             | Lieu   | Match           | Score | Compétition                                                         |
| - | ---------------- | ------ | --------------- | ----- | ------------------------------------------------------------------- |
| 1 | 5 septembre 2019 | Dededo | Guam - Maldives | 0-1   | Éliminatoires de la Coupe d'Asie des nations 2023 (2e tour - gr. A) |
| 2 | 19 novembre 2019 | Malé   | Maldives - Guam | 3-1   | Éliminatoires de la Coupe d'Asie des nations 2023 (2e tour - gr. A) |

#### Bilan
Au 22 novembre 2019 :
- Total de matchs disputés : 2
- Victoires des Maldives : 2
- Matchs nuls : 0
- Victoires de Guam : 0
- Total de buts marqués par les Maldives : 4
- Total de buts marqués par Guam : 1

## H

### Hong Kong

#### Confrontations
Confrontations entre les Maldives et Hong Kong :
|   | Date             | Lieu      | Match                | Score | Compétition                                                  |
| - | ---------------- | --------- | -------------------- | ----- | ------------------------------------------------------------ |
| 1 | 16 juin 2015     | Hong Kong | Hong Kong - Maldives | 2-0   | Éliminatoires de la Coupe d'Asie des nations 2019 (1er tour) |
| 2 | 12 novembre 2015 | Malé      | Maldives - Hong Kong | 0-1   | Éliminatoires de la Coupe d'Asie des nations 2019 (1er tour) |

#### Bilan
Au 6 avril 2019 :
- Total de matchs disputés : 2
- Victoires des Maldives : 0
- Matchs nuls : 0
- Victoires de Hong Kong : 2
- Total de buts marqués par les Maldives : 0
- Total de buts marqués par Hong Kong : 3

## I

### Inde

#### Confrontations
Confrontations entre les Maldives et l'Inde :
|    | Date              | Lieu               | Match           | Score | Compétition                                          |
| -- | ----------------- | ------------------ | --------------- | ----- | ---------------------------------------------------- |
| 1  | 23 novembre 1987  | Calcutta           | Inde - Maldives | 5-0   | Jeux sud-asiatiques de 1987 (gr. A)                  |
| 2  | 9 septembre 1997  | Katmandou          | Maldives - Inde | 2-2   | Coupe d'Asie du Sud 1997 (gr. B)                     |
| 3  | 13 septembre 1997 | Katmandou          | Inde - Maldives | 5-1   | Coupe d'Asie du Sud 1997 (finale)                    |
| 4  | 17 novembre 1998  | Colombo            | Inde - Maldives | 2-1   | Match amical                                         |
| 5  | 29 avril 1999     | Margao             | Inde - Maldives | 2-1   | Coupe d'Asie du Sud 1999 (demi-finale)               |
| 6  | 4 octobre 1999    | Katmandou          | Inde - Maldives | 3-1   | Jeux sud-asiatiques de 1999 (match pour la 3e place) |
| 7  | 14 décembre 2005  | Karachi            | Maldives - Inde | 0-1   | Coupe d'Asie du Sud 2005 (demi-finale)               |
| 8  | 7 juin 2008       | Malé               | Maldives - Inde | 0-1   | Coupe d'Asie du Sud 2008 (gr. A)                     |
| 9  | 14 juin 2008      | Colombo            | Inde - Maldives | 0-1   | Coupe d'Asie du Sud 2008 (finale)                    |
| 10 | 10 juillet 2011   | Malé               | Maldives - Inde | 1-1   | Match amical                                         |
| 11 | 9 décembre 2011   | Delhi              | Inde - Maldives | 3-1   | Championnat d'Asie du Sud 2011 (demi-finale)         |
| 12 | 25 août 2012      | Delhi              | Inde - Maldives | 3-0   | Coupe Nehru 2012 (1er tour)                          |
| 13 | 9 septembre 2013  | Katmandou          | Maldives - Inde | 0-1   | Championnat d'Asie du Sud 2013 (demi-finale)         |
| 14 | 31 décembre 2015  | Thiruvananthapuram | Inde - Maldives | 3-2   | Championnat d'Asie du Sud 2015 (demi-finale)         |
| 15 | 9 septembre 2018  | Dacca              | Inde - Maldives | 2-0   | Championnat d'Asie du Sud 2018 (gr. B)               |
| 16 | 15 septembre 2018 | Dacca              | Maldives - Inde | 2-1   | Championnat d'Asie du Sud 2018 (finale)              |

#### Bilan
Au 6 avril 2019 :
- Total de matchs disputés : 16
- Victoires des Maldives : 2
- Matchs nuls : 2
- Victoires de l'Inde : 12
- Total de buts marqués par les Maldives : 13
- Total de buts marqués par l'Inde : 35

### Indonésie

#### Confrontations
Confrontations entre les Maldives et l'Indonésie :
|   | Date            | Lieu    | Match                | Score | Compétition                                                      |
| - | --------------- | ------- | -------------------- | ----- | ---------------------------------------------------------------- |
| 1 | 8 avril 2001    | Jakarta | Indonésie - Maldives | 5-0   | Tour préliminaire à la Coupe du monde 2002 (zone Asie, 1er tour) |
| 2 | 6 mai 2001      | Malé    | Maldives - Indonésie | 0-2   | Tour préliminaire à la Coupe du monde 2002 (zone Asie, 1er tour) |
| 3 | 12 octobre 2010 | Bandung | Indonésie - Maldives | 3-0   | Match amical                                                     |

#### Bilan
Au 6 avril 2019 :
- Total de matchs disputés : 3
- Victoires des Maldives : 0
- Matchs nuls : 0
- Victoires de l'Indonésie : 3
- Total de buts marqués par les Maldives : 0
- Total de buts marqués par l'Indonésie : 10

### Iran

#### Confrontations
Confrontations entre les Maldives et l'Iran :
|   | Date            | Lieu    | Match           | Score | Compétition                                                      |
| - | --------------- | ------- | --------------- | ----- | ---------------------------------------------------------------- |
| 1 | 2 juin 1997     | Damas   | Maldives - Iran | 0-17  | Tour préliminaire à la Coupe du monde 1998 (zone Asie, 1er tour) |
| 2 | 11 juin 1997    | Téhéran | Iran - Maldives | 9-0   | Tour préliminaire à la Coupe du monde 1998 (zone Asie, 1er tour) |
| 3 | 31 mars 2000    | Damas   | Maldives - Iran | 0-8   | Tour préliminaire à la Coupe d'Asie des nations 2000 (gr. 2)     |
| 4 | 13 avril 2000   | Téhéran | Iran - Maldives | 3-0   | Tour préliminaire à la Coupe d'Asie des nations 2000 (gr. 2)     |
| 5 | 23 juillet 2011 | Téhéran | Iran - Maldives | 4-0   | Éliminatoires de la Coupe du monde 2014 : zone Asie (2e tour)    |
| 6 | 28 juillet 2011 | Malé    | Maldives - Iran | 0-1   | Éliminatoires de la Coupe du monde 2014 : zone Asie (2e tour)    |

#### Bilan
Au 6 avril 2019 :
- Total de matchs disputés : 6
- Victoires des Maldives : 0
- Matchs nuls : 0
- Victoires de l'Iran : 6
- Total de buts marqués par les Maldives : 0
- Total de buts marqués par l'Iran : 42

## K

### Kirghizistan

#### Confrontations
Confrontations entre les Maldives et le Kirghizistan :
|   | Date         | Lieu    | Match                   | Score | Compétition                                                      |
| - | ------------ | ------- | ----------------------- | ----- | ---------------------------------------------------------------- |
| 1 | 6 juin 1997  | Damas   | Kirghizistan - Maldives | 3-0   | Tour préliminaire à la Coupe du monde 1998 (zone Asie, 1er tour) |
| 2 | 13 juin 1997 | Téhéran | Maldives - Kirghizistan | 0-6   | Tour préliminaire à la Coupe du monde 1998 (zone Asie, 1er tour) |
| 3 | 23 mars 2011 | Malé    | Maldives - Kirghizistan | 2-1   | AFC Challenge Cup 2012 (qualification - gr. C)                   |
| 4 | 21 mai 2014  | Malé    | Maldives - Kirghizistan | 2-0   | AFC Challenge Cup 2014 (gr. A)                                   |

#### Bilan
Au 3 avril 2019 :
- Total de matchs disputés : 4
- Victoires des Maldives : 2
- Matchs nuls : 0
- Victoires du Kirghizistan : 2
- Total de buts marqués par les Maldives : 4
- Total de buts marqués par le Kirghizistan : 10

## L

### Laos

#### Confrontations
Confrontations entre les Maldives et le Laos :
|   | Date              | Lieu      | Match           | Score | Compétition                                                  |
| - | ----------------- | --------- | --------------- | ----- | ------------------------------------------------------------ |
| 1 | 13 mai 2014       | Malé      | Maldives - Laos | 7-1   | Match amical                                                 |
| 2 | 6 septembre 2016  | Malé      | Maldives - Laos | 4-0   | Éliminatoires de la Coupe d'Asie des nations 2019 (barrages) |
| 3 | 11 septembre 2016 | Vientiane | Laos - Maldives | 1-1   | Éliminatoires de la Coupe d'Asie des nations 2019 (barrages) |

#### Bilan
Au 6 avril 2019 :
- Total de matchs disputés : 3
- Victoires des Maldives : 2
- Matchs nuls : 1
- Victoires du Laos : 0
- Total de buts marqués par les Maldives : 12
- Total de buts marqués par le Laos : 2

### Liban

#### Confrontations
Confrontations entre les Maldives et le Liban :
|   | Date             | Lieu     | Match            | Score | Compétition                                                         |
| - | ---------------- | -------- | ---------------- | ----- | ------------------------------------------------------------------- |
| 1 | 9 juin 2004      | Beyrouth | Liban - Maldives | 3-0   | Phase qualificative de la Coupe du monde 2006 (zone Asie, 1er tour) |
| 2 | 8 septembre 2004 | Malé     | Maldives - Liban | 2-5   | Phase qualificative de la Coupe du monde 2006 (zone Asie, 1er tour) |
| 3 | 9 avril 2008     | Beyrouth | Liban - Maldives | 4-0   | Éliminatoires de la Coupe d'Asie des nations 2011 (1er tour)        |
| 4 | 23 avril 2008    | Malé     | Maldives - Liban | 1-2   | Éliminatoires de la Coupe d'Asie des nations 2011 (1er tour)        |

#### Bilan
Au 6 avril 2019 :
- Total de matchs disputés : 4
- Victoires des Maldives : 0
- Matchs nuls : 0
- Victoires du Liban : 4
- Total de buts marqués par les Maldives : 3
- Total de buts marqués par le Liban : 14

## M

### Madagascar

#### Confrontations
Confrontations entre les Maldives et Madagascar :
|   | Date        | Lieu        | Match                 | Score | Compétition                                  |
| - | ----------- | ----------- | --------------------- | ----- | -------------------------------------------- |
| 1 | 4 août 2015 | Saint-André | Madagascar - Maldives | 4-0   | Jeux des îles de l'océan Indien 2015 (gr. A) |

#### Bilan
Au 6 avril 2019 :
- Total de matchs disputés : 1
- Victoires des Maldives : 0
- Matchs nuls : 0
- Victoires de Madagascar : 1
- Total de buts marqués par les Maldives : 0
- Total de buts marqués par Madagascar : 4

### Malaisie

#### Confrontations
Confrontations entre les Maldives et la Malaisie :
|   | Date              | Lieu         | Match               | Score | Compétition                     |
| - | ----------------- | ------------ | ------------------- | ----- | ------------------------------- |
| 1 | 15 février 2000   | Kuala Lumpur | Malaisie - Maldives | 2-0   | Match amical                    |
| 2 | 17 février 2000   | Kuala Lumpur | Malaisie - Maldives | 3-0   | Match amical                    |
| 3 | 30 septembre 2002 | Pusan        | Maldives - Malaisie | 1-3   | Jeux asiatiques de 2002 (gr. A) |
| 4 | 3 novembre 2008   | Kuala Lumpur | Malaisie - Maldives | 3-0   | Match amical                    |

#### Bilan
Au 6 avril 2019 :
- Total de matchs disputés : 4
- Victoires des Maldives : 0
- Matchs nuls : 0
- Victoires de la Malaisie : 4
- Total de buts marqués par les Maldives : 1
- Total de buts marqués par la Malaisie : 11

### Maurice

#### Confrontations
Confrontations entre les Maldives et Maurice :
|   | Date        | Lieu     | Match              | Score | Compétition                                  |
| - | ----------- | -------- | ------------------ | ----- | -------------------------------------------- |
| 1 | 4 août 2011 | Victoria | Maldives - Maurice | 1-1   | Jeux des îles de l'océan Indien 2011 (gr. A) |

#### Bilan
Au 6 avril 2019 :
- Total de matchs disputés : 1
- Victoires des Maldives : 0
- Matchs nuls : 1
- Victoires de Maurice : 0
- Total de buts marqués par les Maldives : 1
- Total de buts marqués par Maurice : 1

### Mayotte

#### Confrontations
Confrontations entre les Maldives et Mayotte :
|   | Date            | Lieu         | Match              | Score | Compétition                                  |
| - | --------------- | ------------ | ------------------ | ----- | -------------------------------------------- |
| 1 | 31 juillet 2015 | Saint-Benoît | Maldives - Mayotte | 1-3   | Jeux des îles de l'océan Indien 2015 (gr. A) |
| 2 | 22 juillet 2019 | Curepipe     | Mayotte - Maldives | 3-1   | Jeux des îles de l'océan Indien 2019 (gr. B) |

#### Bilan
Au 22 novembre 2019 :
- Total de matchs disputés : 2
- Victoires des Maldives : 0
- Matchs nuls : 0
- Victoires de Mayotte : 2
- Total de buts marqués par les Maldives : 2
- Total de buts marqués par Mayotte : 6

### Mongolie

#### Confrontations
Confrontations entre les Maldives et la Mongolie :
|   | Date             | Lieu        | Match               | Score | Compétition                                                                  |
| - | ---------------- | ----------- | ------------------- | ----- | ---------------------------------------------------------------------------- |
| 1 | 29 novembre 2003 | Oulan-Bator | Mongolie - Maldives | 0-1   | Phase qualificative de la Coupe du monde 2006 (zone Asie, tour préliminaire) |
| 2 | 3 décembre 2003  | Malé        | Maldives - Mongolie | 12-0  | Phase qualificative de la Coupe du monde 2006 (zone Asie, tour préliminaire) |

#### Bilan
Au 6 avril 2019 :
- Total de matchs disputés : 2
- Victoires des Maldives : 2
- Matchs nuls : 0
- Victoires de la Mongolie : 0
- Total de buts marqués par les Maldives : 13
- Total de buts marqués par la Mongolie : 0

## N

### Népal

#### Confrontations
Confrontations entre les Maldives et le Népal :
|    | Date              | Lieu      | Match            | Score | Compétition                                       |
| -- | ----------------- | --------- | ---------------- | ----- | ------------------------------------------------- |
| 1  | 18 septembre 1984 | Katmandou | Népal - Maldives | 4-0   | Jeux sud-asiatiques de 1984                       |
| 2  | 20 octobre 1989   | Islamabad | Maldives - Népal | 0-0   | Jeux sud-asiatiques de 1989 (gr. B)               |
| 3  | 24 décembre 1991  | Colombo   | Maldives - Népal | 1-0   | Jeux sud-asiatiques de 1991 (gr. B)               |
| 4  | 24 décembre 1993  | Dacca     | Népal - Maldives | 0-0   | Jeux sud-asiatiques de 1993 (gr. A)               |
| 5  | 19 décembre 1995  | Madras    | Népal - Maldives | 1-0   | Jeux sud-asiatiques de 1995 (gr. B)               |
| 6  | 27 avril 1999     | Margao    | Maldives - Népal | 3-2   | Coupe d'Asie du Sud 1999 (gr. B)                  |
| 7  | 1er mai 1999      | Margao    | Maldives - Népal | 2-0   | Coupe d'Asie du Sud 1999 (match pour la 3e place) |
| 8  | 2 octobre 1999    | Katmandou | Népal - Maldives | 2-1   | Jeux sud-asiatiques de 1999 (demi-finale)         |
| 9  | 15 janvier 2003   | Dacca     | Népal - Maldives | 2-3   | Coupe d'Asie du Sud 2003 (gr. B)                  |
| 10 | 5 juin 2008       | Malé      | Maldives - Népal | 4-1   | Coupe d'Asie du Sud 2008 (gr. A)                  |
| 11 | 5 décembre 2009   | Dacca     | Maldives - Népal | 1-1   | Coupe d'Asie du Sud 2009 (gr. A)                  |
| 12 | 2 décembre 2011   | Delhi     | Maldives - Népal | 1-1   | Championnat d'Asie du Sud 2011 (gr. B)            |
| 13 | 10 mars 2012      | Katmandou | Népal - Maldives | 0-1   | AFC Challenge Cup 2012 (gr. A)                    |
| 14 | 23 août 2012      | Delhi     | Maldives - Népal | 2-1   | Coupe Nehru 2012 (1er tour)                       |
| 15 | 12 septembre 2018 | Dacca     | Maldives - Népal | 3-0   | Championnat d'Asie du Sud 2018 (demi-finale)      |

#### Bilan
Au 6 avril 2019 :
- Total de matchs disputés : 15
- Victoires des Maldives : 8
- Matchs nuls : 4
- Victoires du Népal : 3
- Total de buts marqués par les Maldives : 22
- Total de buts marqués par le Népal : 15

## O

### Oman

#### Confrontations
Confrontations entre les Maldives et Oman :
|    | Date             | Lieu    | Match           | Score | Compétition                                                 |
| -- | ---------------- | ------- | --------------- | ----- | ----------------------------------------------------------- |
| 1  | 25 février 2001  | Mascate | Oman - Maldives | 5-0   | Match amical                                                |
| 2  | 27 février 2001  | Mascate | Oman - Maldives | 2-0   | Match amical                                                |
| 3  | 3 octobre 2002   | Ulsan   | Maldives - Oman | 0-5   | Jeux asiatiques de 2002 (gr. A)                             |
| 4  | 31 mai 2004      | Mascate | Oman - Maldives | 3-0   | Match amical                                                |
| 5  | 3 juin 2004      | Mascate | Oman - Maldives | 4-1   | Match amical                                                |
| 6  | 31 août 2004     | Malé    | Maldives - Oman | 0-1   | Match amical                                                |
| 7  | 3 septembre 2004 | Malé    | Maldives - Oman | 1-2   | Match amical                                                |
| 8  | 2 octobre 2007   | Mascate | Oman - Maldives | 1-0   | Match amical                                                |
| 9  | 5 septembre 2017 | Mascate | Oman - Maldives | 5-0   | Éliminatoires de la Coupe d'Asie des nations 2019 (3e tour) |
| 10 | 10 octobre 2017  | Malé    | Maldives - Oman | 1-3   | Éliminatoires de la Coupe d'Asie des nations 2019 (3e tour) |

#### Bilan
Au 6 avril 2019 :
- Total de matchs disputés : 10
- Victoires des Maldives : 0
- Matchs nuls : 0
- Victoires d'Oman : 10
- Total de buts marqués par les Maldives : 3
- Total de buts marqués par Oman : 31

## P

### Pakistan

#### Confrontations
Confrontations entre les Maldives et le Pakistan :
|    | Date             | Lieu      | Match               | Score | Compétition                            |
| -- | ---------------- | --------- | ------------------- | ----- | -------------------------------------- |
| 1  | 22 décembre 1985 | Dacca     | Pakistan - Maldives | 3-1   | Jeux sud-asiatiques de 1985 (gr. A)    |
| 2  | 22 novembre 1987 | Calcutta  | Pakistan - Maldives | 1-0   | Jeux sud-asiatiques de 1987 (gr. A)    |
| 3  | 24 octobre 1989  | Islamabad | Pakistan - Maldives | 2-0   | Jeux sud-asiatiques de 1989 (gr. B)    |
| 4  | 29 décembre 1991 | Colombo   | Pakistan - Maldives | 2-0   | Jeux sud-asiatiques de 1991 (finale)   |
| 5  | 18 janvier 2003  | Dacca     | Pakistan - Maldives | 0-1   | Coupe d'Asie du Sud 2003 (demi-finale) |
| 6  | 11 décembre 2005 | Karachi   | Pakistan - Maldives | 0-0   | Coupe d'Asie du Sud 2005 (gr. A)       |
| 7  | 3 juin 2008      | Malé      | Maldives - Pakistan | 3-0   | Coupe d'Asie du Sud 2008 (gr. A)       |
| 8  | 4 décembre 2011  | Delhi     | Maldives - Pakistan | 0-0   | Championnat d'Asie du Sud 2011 (gr. B) |
| 9  | 12 février 2013  | Malé      | Maldives - Pakistan | 1-1   | Match amical                           |
| 10 | 14 février 2013  | Malé      | Maldives - Pakistan | 3-0   | Match amical                           |

#### Bilan
Au 6 avril 2019 :
- Total de matchs disputés : 10
- Victoires des Maldives : 3
- Matchs nuls : 3
- Victoires du Pakistan : 4
- Total de buts marqués par les Maldives : 9
- Total de buts marqués par le Pakistan : 9

### Palestine

#### Confrontations
Confrontations entre les Maldives et la Palestine :
|   | Date             | Lieu      | Match                | Score | Compétition                                                 |
| - | ---------------- | --------- | -------------------- | ----- | ----------------------------------------------------------- |
| 1 | 12 mars 2012     | Katmandou | Palestine - Maldives | 2-0   | AFC Challenge Cup 2012 (gr. A)                              |
| 2 | 23 mai 2014      | Malé      | Maldives - Palestine | 0-0   | AFC Challenge Cup 2014 (gr. A)                              |
| 3 | 28 mars 2017     | Malé      | Maldives - Palestine | 0-3   | Éliminatoires de la Coupe d'Asie des nations 2019 (3e tour) |
| 4 | 14 novembre 2017 | Al-Ram    | Palestine - Maldives | 8-1   | Éliminatoires de la Coupe d'Asie des nations 2019 (3e tour) |

#### Bilan
Au 6 avril 2019 :
- Total de matchs disputés : 4
- Victoires des Maldives : 0
- Matchs nuls : 1
- Victoires de la Palestine : 3
- Total de buts marqués par les Maldives : 1
- Total de buts marqués par la Palestine : 13

### Philippines

#### Confrontations
Confrontations entre les Maldives et les Philippines :
|   | Date             | Lieu    | Match                  | Score    | Compétition                                                         |
| - | ---------------- | ------- | ---------------------- | -------- | ------------------------------------------------------------------- |
| 1 | 16 avril 2009    | Malé    | Maldives - Philippines | 3-2      | AFC Challenge Cup 2010 (gr. B)                                      |
| 2 | 27 mai 2014      | Malé    | Maldives - Philippines | 2-3 (ap) | AFC Challenge Cup 2014 (demi-finale)                                |
| 3 | 3 septembre 2015 | Manille | Philippines - Maldives | 2-0      | Match amical                                                        |
| 4 | 14 novembre 2019 | Malé    | Maldives - Philippines | 1-2      | Éliminatoires de la Coupe d'Asie des nations 2023 (2e tour - gr. A) |
|   | 9 juin 2020      |         | Philippines - Maldives |          | Éliminatoires de la Coupe d'Asie des nations 2023 (2e tour - gr. A) |

#### Bilan
Au 22 novembre 2019 :
- Total de matchs disputés : 4
- Victoires des Maldives : 1
- Matchs nuls : 0
- Victoires des Philippines : 3
- Total de buts marqués par les Maldives : 6
- Total de buts marqués par les Philippines : 9

## Q

### Qatar

#### Confrontations
Confrontations entre les Maldives et le Qatar :
|   | Date            | Lieu       | Match            | Score | Compétition                                                 |
| - | --------------- | ---------- | ---------------- | ----- | ----------------------------------------------------------- |
| 1 | 5 décembre 1998 | Suphanburi | Maldives - Qatar | 0-4   | Jeux asiatiques de 1998 (gr. D)                             |
| 2 | 11 juin 2015    | Malé       | Maldives - Qatar | 0-1   | Éliminatoires de la Coupe d'Asie des nations 2019 (2e tour) |
| 3 | 13 octobre 2015 | Doha       | Qatar - Maldives | 4-0   | Éliminatoires de la Coupe d'Asie des nations 2019 (2e tour) |

#### Bilan
Au 6 avril 2019 :
- Total de matchs disputés : 3
- Victoires des Maldives : 0
- Matchs nuls : 0
- Victoires du Qatar : 3
- Total de buts marqués par les Maldives : 0
- Total de buts marqués par le Qatar : 9

## R

### Réunion

#### Confrontations
Confrontations entre les Maldives et la Réunion :
|   | Date            | Lieu            | Match              | Score | Compétition                                  |
| - | --------------- | --------------- | ------------------ | ----- | -------------------------------------------- |
| 1 | 28 août 1979    | Saint-Pierre    | Réunion - Maldives | 9-0   | Jeux des îles de l'océan Indien 1979 (gr. A) |
| 2 | 30 août 1985    | Port-Louis      | Réunion - Maldives | 9-0   | Jeux des îles de l'océan Indien 1985 (gr. B) |
| 3 | 18 juillet 2019 | Centre de Flacq | Réunion - Maldives | 4-0   | Jeux des îles de l'océan Indien 2019 (gr. B) |

#### Bilan
Au 22 novembre 2019 :
- Total de matchs disputés : 3
- Victoires des Maldives : 0
- Matchs nuls : 0
- Victoires de la Réunion : 3
- Total de buts marqués par les Maldives : 0
- Total de buts marqués par la Réunion : 22

## S

### Seychelles

#### Confrontations
Confrontations entre les Maldives et les Seychelles :
|   | Date             | Lieu         | Match                 | Score | Compétition                                  |
| - | ---------------- | ------------ | --------------------- | ----- | -------------------------------------------- |
| 1 | 27 août 1979     | Saint-Pierre | Seychelles - Maldives | 9-0   | Jeux des îles de l'océan Indien 1979 (gr. A) |
| 2 | 9 août 2011      | Victoria     | Seychelles - Maldives | 5-1   | Jeux des îles de l'océan Indien 2011 (gr. A) |
| 3 | 22 novembre 2011 | Malé         | Maldives - Seychelles | 3-0   | Match amical                                 |
| 4 | 24 novembre 2011 | Malé         | Maldives - Seychelles | 2-1   | Match amical                                 |
| 5 | 27 novembre 2013 | Victoria     | Seychelles - Maldives | 3-1   | Match amical                                 |
| 6 | 29 novembre 2013 | Victoria     | Seychelles - Maldives | 2-1   | Match amical                                 |
| 7 | 2 août 2015      | Saint-Pierre | Maldives - Seychelles | 2-1   | Jeux des îles de l'océan Indien 2015 (gr. A) |

#### Bilan
Au 6 avril 2019 :
- Total de matchs disputés : 7
- Victoires des Maldives : 3
- Matchs nuls : 0
- Victoires des Seychelles : 4
- Total de buts marqués par les Maldives : 10
- Total de buts marqués par les Seychelles : 21

### Singapour

#### Confrontations
Confrontations entre les Maldives et Singapour :
|   | Date           | Lieu      | Match                | Score | Compétition                                                  |
| - | -------------- | --------- | -------------------- | ----- | ------------------------------------------------------------ |
| 1 | 29 juin 1996   | Bangkok   | Singapour - Maldives | 2-0   | Tour préliminaire à la Coupe d'Asie des nations 1996 (gr. 3) |
| 2 | 7 juillet 1996 | Singapour | Singapour - Maldives | 5-2   | Tour préliminaire à la Coupe d'Asie des nations 1996 (gr. 3) |
| 3 | 9 avril 2002   | Singapour | Singapour - Maldives | 2-0   | Match amical                                                 |
| 4 | 4 mars 2003    | Singapour | Singapour - Maldives | 4-1   | Match amical                                                 |
| 5 | 7 juin 2011    | Singapour | Singapour - Maldives | 4-0   | Match amical                                                 |
| 6 | 23 mars 2018   | Singapour | Singapour - Maldives | 3-2   | Match amical                                                 |

#### Bilan
Au 6 avril 2019 :
- Total de matchs disputés : 6
- Victoires des Maldives : 0
- Matchs nuls : 0
- Victoires de Singapour : 6
- Total de buts marqués par les Maldives : 5
- Total de buts marqués par Singapour : 20

### Sri Lanka

#### Confrontations
Confrontations entre les Maldives et le Sri Lanka :
|    | Date              | Lieu      | Match                | Score           | Compétition                                          |
| -- | ----------------- | --------- | -------------------- | --------------- | ---------------------------------------------------- |
| 1  | 26 décembre 1991  | Colombo   | Sri Lanka - Maldives | 0-1             | Jeux sud-asiatiques de 1991 (gr. B)                  |
| 2  | 26 décembre 1993  | Dacca     | Sri Lanka - Maldives | 3-1             | Jeux sud-asiatiques de 1993 (match pour la 3e place) |
| 3  | 10 septembre 1997 | Katmandou | Maldives - Sri Lanka | 1-1             | Coupe d'Asie du Sud 1997 (demi-finale)               |
| 4  | 15 novembre 1998  | Colombo   | Sri Lanka - Maldives | 2-2             | Match amical                                         |
| 5  | 23 avril 1999     | Margao    | Sri Lanka - Maldives | 0-0             | Coupe d'Asie du Sud 1999 (gr. B)                     |
| 6  | 24 septembre 1999 | Katmandou | Sri Lanka - Maldives | 0-4             | Jeux sud-asiatiques de 1999 (gr. A)                  |
| 7  | 1er mai 2000      | Malé      | Maldives - Sri Lanka | 1-1             | Match amical                                         |
| 8  | 10 mai 2000       | Malé      | Maldives - Sri Lanka | 1-1 (tab : 5-6) | Match amical                                         |
| 9  | 4 avril 2002      | Colombo   | Sri Lanka - Maldives | 1-0             | Match amical                                         |
| 10 | 6 avril 2002      | Colombo   | Sri Lanka - Maldives | 1-1             | Match amical                                         |
| 11 | 18 décembre 2004  | Malé      | Maldives - Sri Lanka | 0-0             | Match amical                                         |
| 12 | 9 décembre 2005   | Karachi   | Sri Lanka - Maldives | 0-2             | Coupe d'Asie du Sud 2005 (gr. A)                     |
| 13 | 11 juin 2008      | Colombo   | Sri Lanka - Maldives | 0-1             | Coupe d'Asie du Sud 2008 (demi-finale)               |
| 14 | 28 mars 2009      | Colombo   | Sri Lanka - Maldives | 1-1             | Match amical                                         |
| 15 | 11 décembre 2009  | Dacca     | Maldives - Sri Lanka | 5-1             | Coupe d'Asie du Sud 2009 (demi-finale)               |
| 16 | 2 septembre 2013  | Katmandou | Maldives - Sri Lanka | 10-0            | Championnat d'Asie du Sud 2013 (gr. B)               |
| 17 | 7 septembre 2018  | Dacca     | Maldives - Sri Lanka | 0-0             | Championnat d'Asie du Sud 2018 (gr. B)               |

#### Bilan
Au 6 avril 2019 :
- Total de matchs disputés : 17
- Victoires des Maldives : 7
- Matchs nuls : 8
- Victoires du Sri Lanka : 2
- Total de buts marqués par les Maldives : 32
- Total de buts marqués par le Sri Lanka : 12

### Syrie

#### Confrontations
Confrontations entre les Maldives et la Syrie :
|   | Date            | Lieu    | Match            | Score | Compétition                                                         |
| - | --------------- | ------- | ---------------- | ----- | ------------------------------------------------------------------- |
| 1 | 4 juin 1997     | Damas   | Syrie - Maldives | 12-0  | Tour préliminaire à la Coupe du monde 1998 (zone Asie, 1er tour)    |
| 2 | 9 juin 1997     | Téhéran | Maldives - Syrie | 0-12  | Tour préliminaire à la Coupe du monde 1998 (zone Asie, 1er tour)    |
| 3 | 4 avril 2000    | Damas   | Syrie - Maldives | 6-0   | Tour préliminaire à la Coupe d'Asie des nations 2000 (gr. 2)        |
| 4 | 9 avril 2000    | Téhéran | Syrie - Maldives | 2-1   | Tour préliminaire à la Coupe d'Asie des nations 2000 (gr. 2)        |
| 5 | 27 août 2012    | Delhi   | Maldives - Syrie | 2-1   | Coupe Nehru 2012 (1er tour)                                         |
| 6 | 10 octobre 2019 | Dubaï   | Syrie - Maldives | 2-1   | Éliminatoires de la Coupe d'Asie des nations 2023 (2e tour - gr. A) |
|   | 31 mars 2020    |         | Maldives - Syrie |       | Éliminatoires de la Coupe d'Asie des nations 2023 (2e tour - gr. A) |

#### Bilan
Au 22 novembre 2019 :
- Total de matchs disputés : 6
- Victoires des Maldives : 1
- Matchs nuls : 0
- Victoires de la Syrie : 5
- Total de buts marqués par les Maldives : 4
- Total de buts marqués par la Syrie : 35

## T

### Tadjikistan

#### Confrontations
Confrontations entre les Maldives et le Tadjikistan :
|   | Date              | Lieu       | Match                  | Score | Compétition                                    |
| - | ----------------- | ---------- | ---------------------- | ----- | ---------------------------------------------- |
| 1 | 1er décembre 1998 | Suphanburi | Maldives - Tadjikistan | 0-3   | Jeux asiatiques de 1998 (gr. D)                |
| 2 | 25 mars 2011      | Malé       | Maldives - Tadjikistan | 0-0   | AFC Challenge Cup 2012 (qualification - gr. C) |
| 3 | 26 mars 2015      | Malé       | Maldives - Tadjikistan | 0-2   | Match amical                                   |

#### Bilan
Au 6 avril 2019 :
- Total de matchs disputés : 3
- Victoires des Maldives : 0
- Matchs nuls : 1
- Victoires du Tadjikistan : 2
- Total de buts marqués par les Maldives : 0
- Total de buts marqués par le Tadjikistan : 5

### Thaïlande

#### Confrontations
Confrontations entre les Maldives et la Thaïlande :
|   | Date            | Lieu       | Match                | Score | Compétition                                                  |
| - | --------------- | ---------- | -------------------- | ----- | ------------------------------------------------------------ |
| 1 | 27 juin 1996    | Bangkok    | Thaïlande - Maldives | 8-0   | Tour préliminaire à la Coupe d'Asie des nations 1996 (gr. 3) |
| 2 | 4 juillet 1996  | Singapour  | Thaïlande - Maldives | 8-0   | Tour préliminaire à la Coupe d'Asie des nations 1996 (gr. 3) |
| 3 | 24 février 2012 | Chiang Mai | Thaïlande - Maldives | 3-0   | Match amical                                                 |

#### Bilan
Au 6 avril 2019 :
- Total de matchs disputés : 3
- Victoires des Maldives : 0
- Matchs nuls : 0
- Victoires de la Thaïlande : 3
- Total de buts marqués par les Maldives : 0
- Total de buts marqués par la Thaïlande : 19

### Turkménistan

#### Confrontations
Confrontations entre les Maldives et le Turkménistan :
|   | Date          | Lieu      | Match                   | Score | Compétition                                    |
| - | ------------- | --------- | ----------------------- | ----- | ---------------------------------------------- |
| 1 | 14 avril 2009 | Malé      | Maldives - Turkménistan | 1-3   | AFC Challenge Cup 2010 (qualification - gr. B) |
| 2 | 8 mars 2012   | Katmandou | Turkménistan - Maldives | 3-1   | AFC Challenge Cup 2012 (gr. A)                 |

#### Bilan
Au 6 avril 2019 :
- Total de matchs disputés : 2
- Victoires des Maldives : 0
- Matchs nuls : 0
- Victoires du Turkménistan : 2
- Total de buts marqués par les Maldives : 2
- Total de buts marqués par le Turkménistan : 6

## V

### Viêt Nam

#### Confrontations
Confrontations entre les Maldives et le Viêt Nam :
|   | Date            | Lieu  | Match               | Score | Compétition                                                         |
| - | --------------- | ----- | ------------------- | ----- | ------------------------------------------------------------------- |
| 1 | 18 février 2004 | Hanoï | Viêt Nam - Maldives | 4-0   | Phase qualificative de la Coupe du monde 2006 (zone Asie, 1er tour) |
| 2 | 13 octobre 2004 | Malé  | Maldives - Viêt Nam | 3-0   | Phase qualificative de la Coupe du monde 2006 (zone Asie, 1er tour) |

#### Bilan
Au 6 avril 2019 :
- Total de matchs disputés : 2
- Victoires des Maldives : 1
- Matchs nuls : 0
- Victoires du Viêt Nam : 1
- Total de buts marqués par les Maldives : 3
- Total de buts marqués par le Viêt Nam : 4

## Y

### Yémen

#### Confrontations
Confrontations entre les Maldives et le Yémen :
|   | Date            | Lieu  | Match            | Score | Compétition                                                   |
| - | --------------- | ----- | ---------------- | ----- | ------------------------------------------------------------- |
| 1 | 8 octobre 2007  | Sanaa | Yémen - Maldives | 3-0   | Éliminatoires de la Coupe du monde 2010 (zone Asie, 1er tour) |
| 2 | 28 octobre 2007 | Malé  | Maldives - Yémen | 2-0   | Éliminatoires de la Coupe du monde 2010 (zone Asie, 1er tour) |
| 3 | 2 juin 2016     | Malé  | Maldives - Yémen | 0-2   | Éliminatoires de la Coupe d'Asie des nations 2019 (barrages)  |
| 4 | 7 juin 2016     | Doha  | Yémen - Maldives | 2-0   | Éliminatoires de la Coupe d'Asie des nations 2019 (barrages)  |

#### Bilan
Au 6 avril 2019 :
- Total de matchs disputés : 4
- Victoires des Maldives : 1
- Matchs nuls : 0
- Victoires du Yémen : 3
- Total de buts marqués par les Maldives : 2
- Total de buts marqués par le Yémen : 7